# Anton Fugger von Babenhausen
Anton de Padua Anselm Maria Joseph Johannes Nepomuk Carl Hilarius Fugger von Babenhausen, II principe di Babenhausen (Babenhausen, 13 gennaio 1800 – Babenhausen, 28 maggio 1836), è stato un principe e politico tedesco.

## Biografia
Anton nacque a Babenhausen (Baviera) nel 1800, figlio di Anselm Maria Fugger von Babenhausen, conte e pochi anni dopo principe, e di sua moglie, Maria Antonia Elisabeth von Waldburg-Wurzach.
Con la morte di suo padre nel 1821 ereditò tutti i suoi titoli ed i suoi possedimenti. Parallelamente, perseguì la carriera politica divenendo dal 1821 al 1836 membro ereditario della Camera dei Signori di Baviera e dal 1825 al 1831 fu membro del comitato dei reclami del terzo stato al parlamento. Dal 1827 al 1828 fu membro del comitato interno al governo bavarese presso il Reichsrat. Il re di Baviera lo nominò inoltre amministratore dell' Oberdonaukreis e colonnello del Landwehr locale.
Il principe Anton morì dopo una lunga malattia il 28 maggio 1836, all'età di soli 36 anni. Il figlio maggiore Leopold gli succedette come principe.

## Matrimonio e figli
Il principe Anton sposò il 20 ottobre 1825 la principessa Franziska Xaveria Walburga Henriette Caroline Constanze von Hohenlohe-Bartenstein, figlia del principe Karl Joseph von Hohenlohe-Bartenstein. La coppia ebbe cinque figli:
- Theresia (26 agosto 1826, Augsburg - 5 gennaio 1884, Babenhausen)
- Leopold (4 ottobre 1827, Babenhausen - 10 aprile 1885, Augusta), sposò a Salisburgo il 10 gennaio 1857 la contessa Anna von Gatterburg (30 gennaio 1838, Salisburgo - 14 luglio 1903, Kalksburg)
- Karl Ludwig (4 febbraio 1829, Babenhausen - 12 maggio 1906, Babenhausen), sposò a Klagenfurt l'8 ottobre 1855 la contessa Friederike Christallnigg (27 maggio 1832, Klagenfurt - 17 giugno 1888, Klagenfurt)
- Eugenia (5 novembre 1833, Babenhausen - 7 febbraio 1853)
- Friedrich (26 novembre 1836, Babenhausen - 5 febbraio 1907, Monaco di Baviera), sposò a Vienna il 24 giugno 1872 la baronessa Maria von Gudenus (19 ottobre 1848, Mühlbach - 4 maggio 1918, Monaco di Baviera)

## Ascendenza
|                                                                 |                               |                                         | Genitori                                     |  |  | Nonni |  |  | Bisnonni                             |  |  | Trisnonni                            |  |
|                                                                 |                               |                                         |                                              |  |  |       |  |  | Johann Jackob Fugger von Babenhausen |  |  | Johann Rudolf Fugger von Babenhausen |  |
|                                                                 |                               |                                         |                                              |  |  |       |  |  | Johann Jackob Fugger von Babenhausen |  |  | Johann Rudolf Fugger von Babenhausen |  |
|                                                                 |                               | Johanna Katharina von Waldburg-Zeil     |                                              |  |  |       |  |  | Johann Jackob Fugger von Babenhausen |  |  |                                      |  |
| Anselm Viktorian Fugger von Babenhausen                         |                               |                                         |                                              |  |  |       |  |  | Johann Jackob Fugger von Babenhausen |  |  |                                      |  |
|                                                                 |                               | Maria Katharina Euphemia von Toerring   | Franz Adam von Toerring                      |  |  |       |  |  |                                      |  |  |                                      |  |
|                                                                 |                               | Maria Katharina Euphemia von Toerring   | Franz Adam von Toerring                      |  |  |       |  |  |                                      |  |  |                                      |  |
|                                                                 |                               | Maria Katharina Euphemia von Toerring   | Maria Mechthild Adelheid von Thurn und Taxis |  |  |       |  |  |                                      |  |  |                                      |  |
| Anselm Maria Fugger von Babenhausen, I principe di Babenhausen  |                               | Maria Katharina Euphemia von Toerring   |                                              |  |  |       |  |  |                                      |  |  |                                      |  |
|                                                                 |                               | Joseph Franz von Waldburg-Wolfegg       | Ferdinand Ludwig von Waldburg-Wolfegg        |  |  |       |  |  |                                      |  |  |                                      |  |
|                                                                 |                               | Joseph Franz von Waldburg-Wolfegg       | Ferdinand Ludwig von Waldburg-Wolfegg        |  |  |       |  |  |                                      |  |  |                                      |  |
|                                                                 |                               | Joseph Franz von Waldburg-Wolfegg       | Maria Anna Amalia von Schellenberg           |  |  |       |  |  |                                      |  |  |                                      |  |
| Maria Walburga von Waldburg-Wolfegg                             |                               | Joseph Franz von Waldburg-Wolfegg       |                                              |  |  |       |  |  |                                      |  |  |                                      |  |
|                                                                 |                               | Anna Maria von Salm Reifferscheidt-Dick | Franz Ernst von Salm-Reifferscheidt-Dick     |  |  |       |  |  |                                      |  |  |                                      |  |
|                                                                 |                               | Anna Maria von Salm Reifferscheidt-Dick | Franz Ernst von Salm-Reifferscheidt-Dick     |  |  |       |  |  |                                      |  |  |                                      |  |
|                                                                 |                               | Anna Maria von Salm Reifferscheidt-Dick | Anna Franziska von Thurn und Taxis           |  |  |       |  |  |                                      |  |  |                                      |  |
| Anton Fugger von Babenhausen, II principe di Babenhausen        |                               | Anna Maria von Salm Reifferscheidt-Dick |                                              |  |  |       |  |  |                                      |  |  |                                      |  |
|                                                                 | Franz Ernst von Waldburg-Zeil | Ernst Jakob von Waldburg-Zeil           |                                              |  |  |       |  |  |                                      |  |  |                                      |  |
|                                                                 | Franz Ernst von Waldburg-Zeil | Ernst Jakob von Waldburg-Zeil           |                                              |  |  |       |  |  |                                      |  |  |                                      |  |
|                                                                 | Franz Ernst von Waldburg-Zeil | Anna Luise von Waldburg                 |                                              |  |  |       |  |  |                                      |  |  |                                      |  |
| Eberhard I von Waldburg-Wurzach, I principe di Waldburg-Wurzach | Franz Ernst von Waldburg-Zeil |                                         |                                              |  |  |       |  |  |                                      |  |  |                                      |  |
|                                                                 |                               | Maria Eleonore von Königsegg-Rothenfels | Albrecht Eusebius von Königsegg-Rothenfels   |  |  |       |  |  |                                      |  |  |                                      |  |
|                                                                 |                               | Maria Eleonore von Königsegg-Rothenfels | Albrecht Eusebius von Königsegg-Rothenfels   |  |  |       |  |  |                                      |  |  |                                      |  |
|                                                                 |                               | Maria Eleonore von Königsegg-Rothenfels | Klara Philippine von Manderscheid            |  |  |       |  |  |                                      |  |  |                                      |  |
| Maria Antonia Elisabeth von Waldburg-Wurzach                    |                               | Maria Eleonore von Königsegg-Rothenfels |                                              |  |  |       |  |  |                                      |  |  |                                      |  |
|                                                                 |                               | Sebastian Fugger von Glott              | Anton Ernst Fugger von Glott                 |  |  |       |  |  |                                      |  |  |                                      |  |
|                                                                 |                               | Sebastian Fugger von Glott              | Anton Ernst Fugger von Glott                 |  |  |       |  |  |                                      |  |  |                                      |  |
|                                                                 |                               | Sebastian Fugger von Glott              | Elisabeth Trautson                           |  |  |       |  |  |                                      |  |  |                                      |  |
| Maria Katherine Fugger von Glott                                |                               | Sebastian Fugger von Glott              |                                              |  |  |       |  |  |                                      |  |  |                                      |  |
|                                                                 |                               | Elisabeth Gabriele von Firmian          | Franz Alphons Georg von Firmian              |  |  |       |  |  |                                      |  |  |                                      |  |
|                                                                 |                               | Elisabeth Gabriele von Firmian          | Franz Alphons Georg von Firmian              |  |  |       |  |  |                                      |  |  |                                      |  |
|                                                                 |                               | Elisabeth Gabriele von Firmian          | Barbara Elisabeth von Thun und Hohenstein    |  |  |       |  |  |                                      |  |  |                                      |  |
|                                                                 |                               | Elisabeth Gabriele von Firmian          |                                              |  |  |       |  |  |                                      |  |  |                                      |  |

| Controllo di autorità | VIAF (EN) 81676670 · ISNI (EN) 0000 0003 6813 8754 · CERL cnp01167432 · GND (DE) 137493347 |